# Nastri d'argento 2013
La 68ª edizione dei Nastri d'argento si è tenuta il 6 luglio 2013 al Teatro antico di Taormina.
Le candidature sono state annunciate il 30 maggio al MAXXI di Roma, nella stessa occasione sono stati consegnati il Nastro alla carriera a Roberto Herlitzka, il Nastro d'argento dell'anno al film Io e te ed i premi Biraghi ai giovani attori. I premi ai cortometraggi sono stati assegnati il 12 marzo, mentre quelli ai documentari l'8 maggio.
Non sono stati assegnati premi a film stranieri.

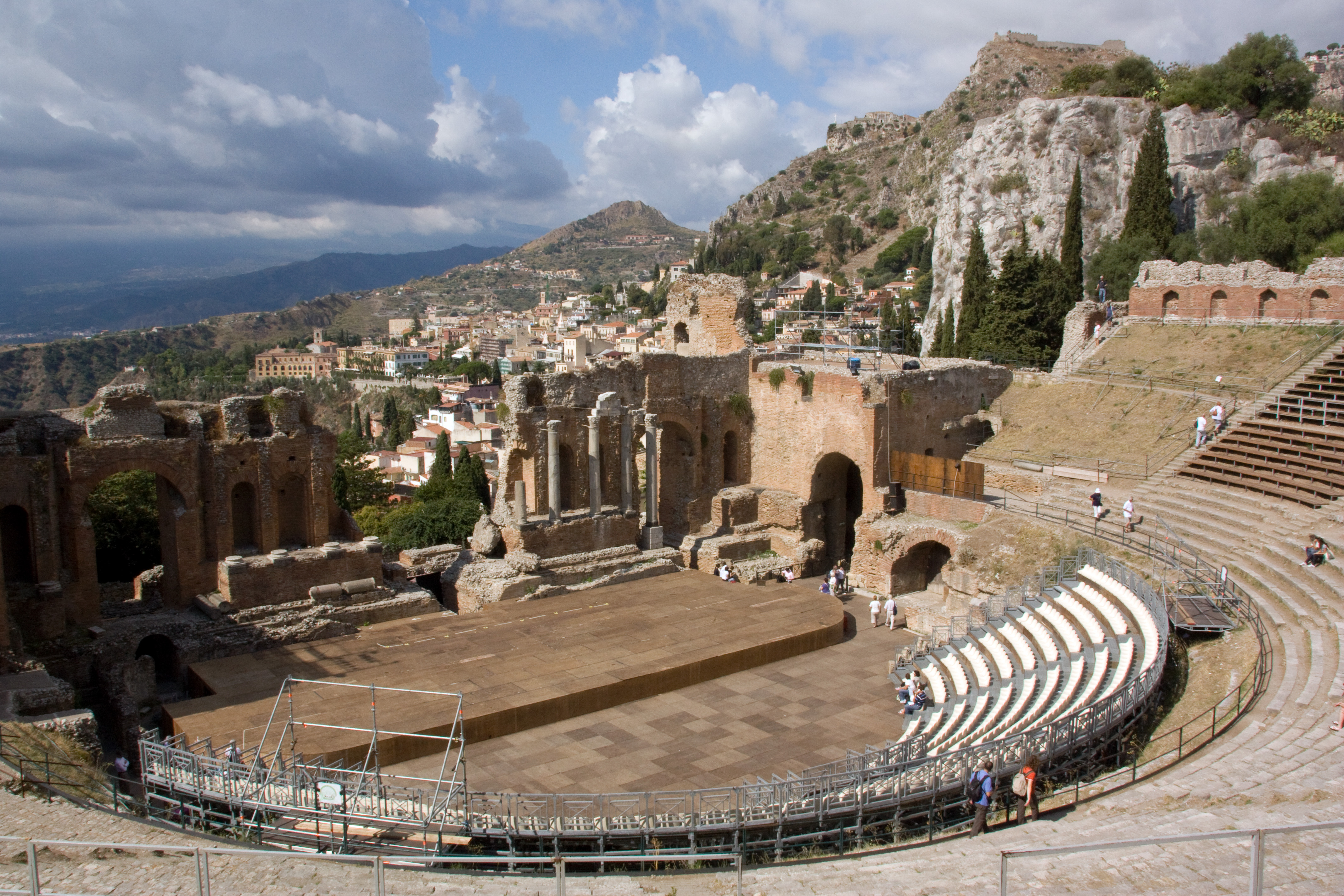
Il Teatro antico di Taormina dove si è svolta la cerimonia di premiazione.

## Vincitori e candidati
I vincitori sono indicati in grassetto, a seguire gli altri candidati.

### Regista del miglior film
- Giuseppe Tornatore - La migliore offerta
- Roberto Andò - Viva la libertà
- Marco Bellocchio - Bella addormentata
- Claudio Giovannesi - Alì ha gli occhi azzurri
- Paolo Sorrentino - La grande bellezza

### Migliore regista esordiente
- Valeria Golino - Miele
- Giuseppe Bonito - Pulce non c'è
- Leonardo Di Costanzo - L'intervallo
- Alessandro Gassmann - Razzabastarda
- Luigi Lo Cascio - La città ideale

### Migliore commedia
- Viaggio sola di Maria Sole Tognazzi
- Benvenuto Presidente! di Riccardo Milani
- Buongiorno papà di Edoardo Leo
- Tutti contro tutti di Rolando Ravello
- Una famiglia perfetta di Paolo Genovese

### Miglior produttore
- Isabella Cocuzza ed Arturo Paglia - La migliore offerta
- Simone Bachini, Giorgio Diritti, Lionello Cerri in collaborazione con Valerio De Paolis - Un giorno devi andare
- Angelo Barbagallo - Viva la libertà
- Donatella Botti - Il rosso e il blu e Viaggio sola
- Nicola Giuliano e Francesca Cima - La grande bellezza
- Riccardo Scamarcio e Viola Prestieri - Miele

### Miglior soggetto
- Massimo Gaudioso e Matteo Garrone - Reality
- Fabio Bonifacci - Benvenuto Presidente!
- Pappi Corsicato e Monica Rametta - Il volto di un'altra
- Maurizio Braucci e Leonardo Di Costanzo - L'intervallo
- Ivan Cotroneo, Francesca Marciano e Maria Sole Tognazzi - Viaggio sola

### Migliore sceneggiatura
- Roberto Andò ed Angelo Pasquini - Viva la libertà
- Marco Bellocchio, Veronica Raimo e Stefano Rulli - Bella addormentata
- Giuseppe Piccioni e Francesca Manieri - Il rosso e il blu
- Paolo Sorrentino ed Umberto Contarello - La grande bellezza
- Giuseppe Tornatore - La migliore offerta

### Migliore attore protagonista
- Aniello Arena - Reality
- Raoul Bova e Marco Giallini - Buongiorno papà
- Luca Marinelli - Tutti i santi giorni
- Valerio Mastandrea - Gli equilibristi e Viva la libertà
- Francesco Scianna - Itaker - Vietato agli italiani

### Migliore attrice protagonista
- Jasmine Trinca - Miele e Un giorno devi andare
- Margherita Buy - Viaggio sola
- Laura Chiatti - Il volto di un'altra
- Laura Morante - Appartamento ad Atene
- Kasia Smutniak - Benvenuto Presidente! e Tutti contro tutti

### Migliore attore non protagonista
- Carlo Verdone - La grande bellezza
- Stefano Altieri - Tutti contro tutti
- Carlo Cecchi - Miele
- Fabrizio Falco - È stato il figlio e Bella addormentata
- Michele Riondino - Acciaio e Bella addormentata

### Migliore attrice non protagonista
- Sabrina Ferilli - La grande bellezza
- Claudia Gerini - Il comandante e la cicogna e Una famiglia perfetta
- Anna Foglietta - Colpi di fulmine
- Eva Riccobono - Passione sinistra
- Fabrizia Sacchi - Viaggio sola

### Migliore fotografia
- Luca Bigazzi - L'intervallo, La grande bellezza e Un giorno speciale
- Roberto Cimatti - Un giorno devi andare
- Italo Petriccione - Educazione siberiana
- Federico Schlatter - Razzabastarda
- Fabio Zamarion - La migliore offerta

### Migliore scenografia
- Maurizio Sabatini e Raffaella Giovannetti - La migliore offerta
- Marco Dentici - Bella addormentata e È stato il figlio
- Francesco Frigeri - Venuto al mondo
- Rita Rabassini - Educazione siberiana
- Paolo Bonfini - Reality

### Migliori costumi
- Maurizio Millenotti - Reality e La migliore offerta
- Patrizia Chericoni - Educazione siberiana
- Roberto Chiocchi - Il volto di un'altra
- Daniela Ciancio - La grande bellezza
- Grazia Colombini - È stato il figlio

### Migliore montaggio
- Massimo Quaglia - La migliore offerta
- Clelio Benevento - Viva la libertà
- Walter Fasano - Viaggio sola
- Giogiò Franchini - Miele
- Giuseppe Trepiccione - Alì ha gli occhi azzurri

### Migliore sonoro in presa diretta
- Emanuele Cecere - La grande bellezza e Miele
- Maurizio Argentieri - Venuto al mondo
- Gaetano Carito con Pierpaolo Merafino - Bella addormentata
- Gilberto Martinelli - La migliore offerta
- Carlo Missidenti - Un giorno devi andare

### Migliore colonna sonora
- Ennio Morricone - La migliore offerta
- Thony - Tutti i santi giorni
- Marco Betta - Viva la libertà
- Pivio e Aldo De Scalzi - Razzabastarda
- Lele Marchitelli - La grande bellezza

### Migliore canzone originale
- Amor mio di Cesare Cremonini cantata da Gianni Morandi - Padroni di casa
- Il silenzio di Mokadelic e Niccolò Fabi - Pulce non c'è
- Hey Sister di Violante Placido - Cose cattive
- La cicogna di Vinicio Capossela & Banda Osiris - Il comandante e la cicogna
- Grovigli di Malika Ayane - Tutti i rumori del mare
- Se si potesse non morire di Francesco Silvestre cantata dai Modà - Bianca come il latte, rossa come il sangue

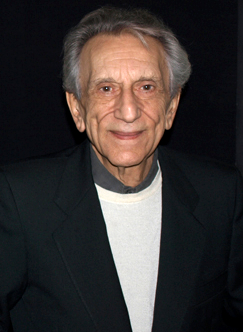
Riconoscimento alla carriera per Roberto Herlitzka.

### Nastro d'argento speciale
- Roberto Herlitzka alla carriera
- Sergio Castellitto e Margaret Mazzantini

### Nastro straordinario dell'anno
- Toni Servillo, per Bella addormentata, Viva la libertà e La grande bellezza

### Nastro d'argento dell'anno
- Io e te

### Premio Guglielmo Biraghi
- Rosabell Laurenti Sellers - Buongiorno papà, Gli equilibristi e Passione sinistra
- Filippo Scicchitano - Un giorno speciale e Bianca come il latte, rossa come il sangue

#### Biraghi giovanissimi
- Jacopo Olmo Antinori - Io e te
- Giulia Valentini - Un giorno speciale

### Premio speciale per la canzone
- Marco Alemanno e Lucio Dalla - Pinocchio

### Premi dei partner

#### Nastro Bulgari
- Tea Falco

#### Premio Persol al personaggio dell'anno
- Maria Sole Tognazzi - Viaggio sola

#### Premio Hamilton behind the camera - Opera prima
- Alessandro Gassmann - Razzabastarda

#### Premio Cusumano alla commedia
- Francesca Neri - Una famiglia perfetta

### Nastri d'argento per i documentari

#### Miglior documentario
- Terramatta di Costanza Quatriglio
- Anja, la nave di Roland Sejko
- Il gemello di Vincenzo Marra
- Il Mundial dimenticato di Filippo Macelloni e Lorenzo Garzella
- Noi non siamo come James Bond di Mario Balsamo

#### Miglior documentario sul cinema
- Giuseppe Tornatore - Ogni film un'opera prima di Luciano Barcaroli e Gerardo Panichi
- Carlo! di Gianfranco Giagni e Fabio Ferzetti
- Furio Scarpelli di Francesco Ranieri Martinotti
- Il leone di Orvieto di Aureliano Amadei
- L'insolito ignoto - Vita acrobatica di Tiberio Murgia di Sergio Naitza

#### Premio speciale della giuria
- Il gemello di Vincenzo Marra

#### Menzioni speciali
- Il leone di Orvieto di Aureliano Amadei
- L'insolito ignoto di Sergio Naitza
- The Summit di Franco Fracassi e Massimo Lauria

#### Premio alla carriera
- Giovanna Gagliardo

#### Premio speciale miglior attore protagonista
- Giuliano Montaldo - Quattro volte vent'anni

### Corti d'argento

#### Miglior cortometraggio
- Tiger Boy di Gabriele Mainetti
- Ciro di Sergio Panariello
- La casa di Ester di Stefano Chiodini
- La legge di Jennifer di Alessandro Capitani
- La prima legge di Newton di Piero Messina

#### Premio speciale della Giuria
- Ciro di Sergio Panariello

#### Cinemaster
- La legge di Jennifer di Alessandro Capitani

#### Targa miglior corto d'animazione
- Muri puliti di Davide Tromba

#### Menzioni speciali
- Cecilia Dazzi, attrice
- Tommaso Arrighi, per la produzione
- Babylon Fast Food di Alessandro Valori

#### Premio speciale
- Il turno di notte lo fanno le stelle di Edoardo Ponti

## Statistiche vittorie/candidature
- 6/9 - La migliore offerta
- 4/9 - La grande bellezza
- 3/6 - Miele
- 3/4 - Reality
- 1/6 - Viaggio sola
- 1/6 - Viva la libertà
- 1/4 - Un giorno devi andare
- 1/3 - L'intervallo
- 1/1 - Un giorno speciale
- 1/1 - Padroni di casa
- 0/6 - Bella addormentata
- 0/3 - Razzabastarda
- 0/3 - Benvenuto Presidente!
- 0/3 - Tutti contro tutti
- 0/3 - Il volto di un'altra
- 0/3 - È stato il figlio
- 0/3 - Educazione siberiana
- 0/2 - Alì ha gli occhi azzurri
- 0/2 - Pulce non c'è
- 0/2 - Buongiorno papà
- 0/2 - Una famiglia perfetta
- 0/2 - Il rosso e il blu
- 0/2 - Tutti i santi giorni
- 0/2 - Il comandante e la cicogna
- 0/2 - Venuto al mondo
- 0/1 - La città ideale
- 0/1 - Gli equilibristi

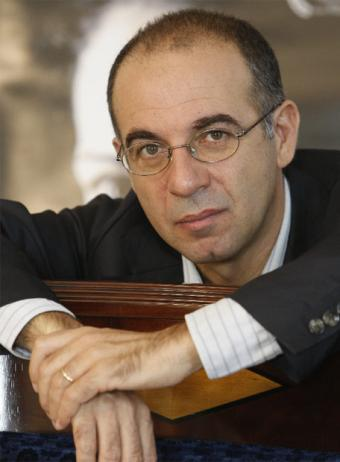
La migliore offerta di Giuseppe Tornatore è il film che ha ricevuto il maggior numero di premi.

- 0/1 - Itaker - Vietato agli italiani
- 0/1 - Appartamento ad Atene
- 0/1 - Acciaio
- 0/1 - Colpi di fulmine
- 0/1 - Passione sinistra
- 0/1 - Cose cattive
- 0/1 - Tutti i rumori del mare
- 0/1 - Bianca come il latte, rossa come il sangue